# 2011. évi nyári európai ifjúsági olimpiai fesztivál
A 2011. évi nyári európai ifjúsági olimpiai fesztivál, hivatalos nevén a XI. nyári európai ifjúsági olimpiai fesztivál egy több sportot magába foglaló nemzetközi sportesemény, melyet 2011. július 23. és július 29. között rendeztek Trabzonban, Törökországban. A versenyt Recep Tayyip Erdoğan Törökország miniszterelnöke nyitotta meg.

## A versenyek helyszínei
- Hüseyin Avni Aker stadion – a nyitó és záróünnepségek helyszíne.
- 19 Mayıs sportaréna – a női kosárlabda-mérkőzések színhelye.
- Araklı sportaréna – a férfi röplabda-mérkőzések színhelye.
- Arsin sportaréna – a női röplabda-mérkőzések helyszíne.
- Beşirli teniszközpont – a teniszversenyek helyszíne.
- Çarşıbaşı sportaréna – a férfi kézilabda-mérkőzések helyszíne.
- Mehmet Akif Ersoy fedett sportuszoda – az úszóversenyszámok helyszíne.
- Of Aréna – a cselgáncsversenyek helyszíne.
- Hayri Gür sportaréna – a férfi kosárlabda-mérkőzések helyszíne.
- Söğütlü atlétikai stadion – az atlétikai versenyszámoknak adott otthont.
- Vakfıkebir sportaréna – a női kézilabda-mérkőzések helyszíne.
- Yomra sportaréna – a tornászversenyek helyszíne.
- Trabzon és Rize közti úton bonyolították le a kerékpározás versenyszámait.
- A Fekete-tengeri Technikai Egyetem kollégiuma adott otthont az olimpiai falunak.

## Részt vevő nemzetek
Az alábbi 49 nemzet képviseltette magát a sporteseményen:
- Albánia
- Andorra
- Ausztria
- Azerbajdzsán
- Belgium
- Bosznia-Hercegovina
- Bulgária
- Ciprus
- Csehország
- Dánia
- Észtország
- Fehéroroszország
- Finnország
- Franciaország
- Görögország
- Grúzia
- Hollandia
- Horvátország
- Izland
- Izrael
- Írország
- Lengyelország
- Lettország
- Liechtenstein
- Litvánia
- Luxemburg
- Észak-Macedónia
- Magyarország
- Málta
- Moldova
- Monaco
- Montenegró
- Egyesült Királyság
- Németország
- Norvégia
- Olaszország
- Oroszország
- Örményország
- Portugália
- Románia
- San Marino
- Spanyolország
- Svájc
- Svédország
- Szerbia
- Szlovákia
- Szlovénia
- Törökország
- Ukrajna

## Versenyszámok
A vízilabda és az asztalitenisz kikerült a versenyszámok közül.
| Versenyszámok a 2011. évi európai nyári ifjúsági olimpiai fesztiválon |       |     |        |          |
| Sportág, szakág                                                       | férfi | női | vegyes | összesen |
| Atlétika                                                              | 18    | 18  |        | 36       |
| Cselgáncs                                                             | 8     | 7   |        | 15       |
| Kerékpározás                                                          | 3     | 0   |        | 3        |
| Kézilabda                                                             | 1     | 1   |        | 2        |
| Kosárlabda                                                            | 1     | 1   |        | 2        |
| Röplabda                                                              | 1     | 1   |        | 2        |
| Tenisz                                                                | 2     | 2   |        | 4        |
| Torna                                                                 | 8     | 6   |        | 14       |
| Úszás                                                                 | 15    | 15  | 1      | 31       |
|                                                                       |       |     |        |          |
| Összesen                                                              | 57    | 51  | 1      | 109      |

## Menetrend
A 2011. évi nyári európai ifjúsági olimpiai fesztivál menetrendje:
| ● | Nyitóünnepség | ● | Versenynapok | ● | Döntők | ● | Záróünnepség |

| Július              | 24 | 25 | 26 | 27 | 28 | 29 | Versenyszámok |
| ------------------- | -- | -- | -- | -- | -- | -- | ------------- |
| Ünnepségek          | ●  |    |    |    |    | ●  |               |
| Atlétika            |    | 2  | 9  | 5  | 10 | 10 | 36            |
| Cselgáncs           |    |    | 4  | 4  | 4  | 3  | 15            |
| Kerékpározás        |    |    | 1  | 1  | 1  |    | 3             |
| Kézilabda           |    |    |    |    |    | 2  | 2             |
| Kosárlabda          |    |    |    |    |    | 2  | 2             |
| Röplabda            |    |    |    |    |    | 2  | 2             |
| Tenisz              |    |    |    |    |    | 4  | 4             |
| Torna               |    |    |    |    |    | 14 | 14            |
| Úszás               |    | 8  | 7  |    | 8  | 8  | 31            |
| Összes aznapi döntő |    | 10 | 21 | 10 | 23 | 45 | 109           |

## A magyar érmesek
| Érem  | Versenyző                                                      | Sportág   | Versenyszám     |
| ----- | -------------------------------------------------------------- | --------- | --------------- |
| Arany | Pásztor Bence                                                  | Atlétika  | Kalapácsvetés   |
| Arany | Makra Noémi                                                    | Torna     | Felemás korlát  |
| Arany | Kiss Nikoletta                                                 | Úszás     | 800 m gyors     |
| Arany | Sebestyén Dalma                                                | Úszás     | 200 m pillangó  |
| Arany | Sebestyén Dalma                                                | Úszás     | 200 m vegyes    |
| Ezüst | Polyák Krisztina                                               | Cselgáncs | 63 kg           |
| Ezüst | Kiss Nikoletta                                                 | Úszás     | 200 m gyors     |
| Ezüst | Kiss Nikoletta                                                 | Úszás     | 400 m gyors     |
| Bronz | Köteles Vivien                                                 | Cselgáncs | 57 kg           |
| Bronz | Földházi Dávid                                                 | Úszás     | 200 m vegyes    |
| Bronz | Juhász Adél                                                    | Úszás     | 100 m pillangó  |
| Bronz | Kovács Zsanett                                                 | Úszás     | 400 m vegyes    |
| Bronz | Grátz Benjamin Novoszáth Melinda Földházi Dávid Kiss Nikoletta | Úszás     | 4 × 200 m gyors |

## Éremtáblázat
| A 2011. évi európai nyári ifjúsági olimpiai fesztivál éremtáblázata | A 2011. évi európai nyári ifjúsági olimpiai fesztivál éremtáblázata | A 2011. évi európai nyári ifjúsági olimpiai fesztivál éremtáblázata | A 2011. évi európai nyári ifjúsági olimpiai fesztivál éremtáblázata | A 2011. évi európai nyári ifjúsági olimpiai fesztivál éremtáblázata | Olimpia  |
| ------------------------------------------------------------------- | ------------------------------------------------------------------- | ------------------------------------------------------------------- | ------------------------------------------------------------------- | ------------------------------------------------------------------- | -------- |
|                                                                     | Ország                                                              | Arany                                                               | Ezüst                                                               | Bronz                                                               | Összesen |
| 1.                                                                  | Oroszország                                                         | 21                                                                  | 17                                                                  | 16                                                                  | 54       |
| 2.                                                                  | Egyesült Királyság                                                  | 17                                                                  | 10                                                                  | 6                                                                   | 33       |
| 3.                                                                  | Ukrajna                                                             | 8                                                                   | 4                                                                   | 3                                                                   | 15       |
| 4.                                                                  | Olaszország                                                         | 7                                                                   | 12                                                                  | 12                                                                  | 31       |
| 5.                                                                  | Románia                                                             | 6                                                                   | 7                                                                   | 1                                                                   | 14       |
| 6.                                                                  | Magyarország                                                        | 5                                                                   | 3                                                                   | 5                                                                   | 13       |
| 7.                                                                  | Németország                                                         | 4                                                                   | 12                                                                  | 8                                                                   | 24       |
| 8.                                                                  | Franciaország                                                       | 4                                                                   | 7                                                                   | 5                                                                   | 16       |
| 9.                                                                  | Fehéroroszország                                                    | 4                                                                   | 1                                                                   | 4                                                                   | 9        |
| 10.                                                                 | Litvánia                                                            | 3                                                                   | 4                                                                   | 3                                                                   | 10       |
| 11.                                                                 | Szlovénia                                                           | 3                                                                   | 3                                                                   | 3                                                                   | 9        |
| 12.                                                                 | Spanyolország                                                       | 3                                                                   | 0                                                                   | 2                                                                   | 5        |
| 13.                                                                 | Belgium                                                             | 2                                                                   | 5                                                                   | 8                                                                   | 15       |
| 14.                                                                 | Csehország                                                          | 2                                                                   | 2                                                                   | 5                                                                   | 9        |
| 15.                                                                 | Svájc                                                               | 2                                                                   | 2                                                                   | 2                                                                   | 6        |
| 16.                                                                 | Hollandia                                                           | 2                                                                   | 1                                                                   | 6                                                                   | 9        |
| 17.                                                                 | Lengyelország                                                       | 2                                                                   | 1                                                                   | 5                                                                   | 8        |
| 18.                                                                 | Írország                                                            | 2                                                                   | 1                                                                   | 4                                                                   | 7        |
| 19.                                                                 | Svédország                                                          | 2                                                                   | 1                                                                   | 0                                                                   | 3        |
| 20.                                                                 | Törökország                                                         | 2                                                                   | 0                                                                   | 7                                                                   | 9        |
| 21.                                                                 | Dánia                                                               | 2                                                                   | 0                                                                   | 3                                                                   | 5        |
| 22.                                                                 | Lettország                                                          | 1                                                                   | 3                                                                   | 1                                                                   | 5        |
| 23.                                                                 | Azerbajdzsán                                                        | 1                                                                   | 2                                                                   | 0                                                                   | 3        |
| 24.                                                                 | Grúzia                                                              | 1                                                                   | 1                                                                   | 4                                                                   | 6        |
| 25.                                                                 | Horvátország                                                        | 1                                                                   | 1                                                                   | 2                                                                   | 4        |
| 26.                                                                 | Görögország                                                         | 1                                                                   | 1                                                                   | 0                                                                   | 2        |
| 27.                                                                 | Izrael                                                              | 1                                                                   | 0                                                                   | 1                                                                   | 2        |
| 28.                                                                 | Szerbia                                                             | 0                                                                   | 3                                                                   | 2                                                                   | 5        |
| 29.                                                                 | Finnország                                                          | 0                                                                   | 2                                                                   | 1                                                                   | 3        |
| 30.                                                                 | Ausztria                                                            | 0                                                                   | 1                                                                   | 1                                                                   | 2        |
|                                                                     | Ciprus                                                              | 0                                                                   | 1                                                                   | 1                                                                   | 2        |
| 32.                                                                 | Bulgária                                                            | 0                                                                   | 1                                                                   | 0                                                                   | 1        |
| 33.                                                                 | Bosznia-Hercegovina                                                 | 0                                                                   | 0                                                                   | 1                                                                   | 1        |
|                                                                     | Örményország                                                        | 0                                                                   | 0                                                                   | 1                                                                   | 1        |
|                                                                     | Szlovákia                                                           | 0                                                                   | 0                                                                   | 1                                                                   | 1        |
|                                                                     |                                                                     |                                                                     |                                                                     |                                                                     |          |
| Összesen                                                            | Összesen                                                            | 109                                                                 | 109                                                                 | 124                                                                 | 342      |